# 보해배 세계여자바둑선수권
보해배 세계여자바둑선수권(寶海杯 世界女子바둑選手權)은 한국기원, KBS가 공동 주최하고, 보해양조가 후원했던 세계 바둑 대회이다. 보해배는 한국이 주최한 최초의 여류 세계기전이다. 우승 상금은 3만 달러, 제한 시간은 3시간이다.

## 역대 우승자
| 회수 | 연도        | 우승              | 전적 | 준우승      |
| ---- | ----------- | ----------------- | ---- | ----------- |
| 1    | 1994~1995년 | 루이나이웨이 九단 | 2-1  | 펑윈 六단   |
| 2    | 1995년      | 펑윈 七단         | 2-0  | 이영신 初단 |
| 3    | 1996년      | 루이나이웨이 九단 | 2-0  | 펑윈 八단   |
| 4    | 1997~1998년 | 루이나이웨이 九단 | 2-0  | 펑윈 九단   |
| 5    | 1998년      | 장쉬안 八단       | 2-1  | 황염 二단   |